# Štavica, Nordmakedonien
Štavica (makedonska: Штавица) är en ort i Nordmakedonien. Den ligger i kommunen Prilep, i den centrala delen av landet, 80 kilometer söder om huvudstaden Skopje. Štavica ligger 810 meter över havet och antalet invånare är 264.